# Flucht in die Wolken
Flucht in die Wolken ist ein psychiatriekritisches Buch von Sibylle Muthesius (Pseudonym von Sibylle Boden-Gerstner) von 1981. Es berichtet über die Entwicklung ihrer Tochter Sonja Gerstner mit deren Bildern, Tagebuchaufzeichnungen und Gedichten bis zu deren Suizid. Es erhielt wegen seiner Authentizität eine größere Aufmerksamkeit in der DDR.

## Hintergrund
Sonja Gerstner war die jüngere Tochter der Journalistin Sibylle Gerstner, Chefredakteurin und Namensgeberin der Frauenzeitschrift Sibylle und Schwester der späteren Autorin Daniela Dahn. Nach einem psychischen Zusammenbruch mit 16 Jahren musste sie verschiedene psychiatrische Behandlungsmethoden ertragen, gegen die sie ihre privilegierten Eltern nicht schützen konnten. Sie führte Tagebuch, schrieb Gedichte und malte viele Bilder.
Ihre Mutter versuchte nach deren Suizid 1971 ihre eigenen Beobachtungen und Reflexionen in einem Buch zusammenzufassen. Darin beschrieb sie die Erlebnisse von Pony (= Sonja) anhand von deren Tagebuchaufzeichnungen und Bildern sowie ihre eigenen Gedanken und Bemühungen, sich mit diesen Ereignissen auseinanderzusetzen.

## Veröffentlichungen
Die Veröffentlichung erfolgte erst nach mehreren Jahren 1981 und war wahrscheinlich nur wegen der hervorgehobenen Position der Autorin möglich. Sie erregte größeres Aufsehen, da erstmals so authentisch über die Gefühle und die Entwicklung einer Jugendlichen in der DDR mit ihren Fragen und Problemen geschrieben wurde. Auch die zahlreichen farbigen surrealistisch-expressionistischen Bilder hatten eine intensive Wirkung.
Das Buch erschien danach in einer westdeutschen Lizenzausgabe, in fünf weiteren DDR-Auflagen und wurde in acht Sprachen übersetzt. 1992 erschien eine letzte siebte Auflage in Berlin, allerdings ohne die farbigen Bilder.

## Rezeption
Das Buch wurde „[...] durch die kritische Spiegelung der therapeutischen Praxis, die sensible Darstellung psychischer Krankheit und den Tabubruch, Theorien von Sigmund Freud und C. G. Jung zur Interpretation psychischer Krankheiten zu nutzen, in der DDR schnell zum Erfolgsbuch“.
Ende 1991 inszenierte Heike Schmidt das Theaterstück Flucht in die Wolken an den Uckermärkischen Bühnen Schwedt.
2005 gab es eine Ausstellung Psychiatrie im Spiegel eines DDR-Kultbuches im Sächsischen Psychiatriemuseum Leipzig.

### Kritik
Der Spiegel konstatierte nach dem Erscheinen der westdeutschen Ausgabe 1982, dass sich aus dem Buch die Erkenntnis gewinnen läßt, daß das Elend in der Psychiatrie gesamtdeutsch ist.
Die US-amerikanische Rezensentin Christine Cossentino beschrieb die Lektüre 1983 so

„Das Buch ist umfangreich. Aber wer es einmal zu lesen beginnt, ist davon gepackt. Sein Anliegen geht weit über nationale Grenzen hinaus, ist zeitlos menschlich, erschüttert .  und löst Betroffenheit aus. (...)  Es ist ein Buch, das nichts beschönigt und Probleme beleuchtet, die in einem weniger sensiblen Menschen wahrscheinlich kaum Spuren hinterlassen hätten. (...)  Der Tod dieser 
Achtzehnjährigen macht betroffen und gibt zu denken (...) . Ein sensibler Beitrag aus der DDR zu Fragen psychischer Erkrankungen und damit verbundener Vorurteile.“

## Ausgaben und Bearbeitungen
DDR-Originalfassung
- Sibylle Muthesius: Flucht in die Wolken. Buchverlag Der Morgen, Berlin 1981; 5 Neuauflagen bis 1988[7]
- Flucht in die Wolken. 7. Auflage. Morgenbuchverlag, Berlin 1992  ISBN 3-371-00361-2, ohne die farbigen Bilder

Westdeutsche Lizenzausgabe
- Flucht in die Wolken. S. Fischer, Frankfurt am Main 1982, ISBN 3-10-050703-7, mit einem Nachwort von Margarete Mitscherlich, der bekanntesten Psychoanalytikerin in dieser Zeit

Übersetzungen (Auswahl)
- Felhőgyerek. Magvető Kiadó, Budapest 1984, ISBN 963-14-0281-9., ungarisch
- Pony ou la fuite dans les nuages.  Robert Laffont, Paris 1984, ISBN 978-2-221-02341-9., französisch
- Bijeg u oblake.  Globus, Zagreb 1987, ISBN 86-343-0202-4. serbokroatisch